# Romuald Ajchler

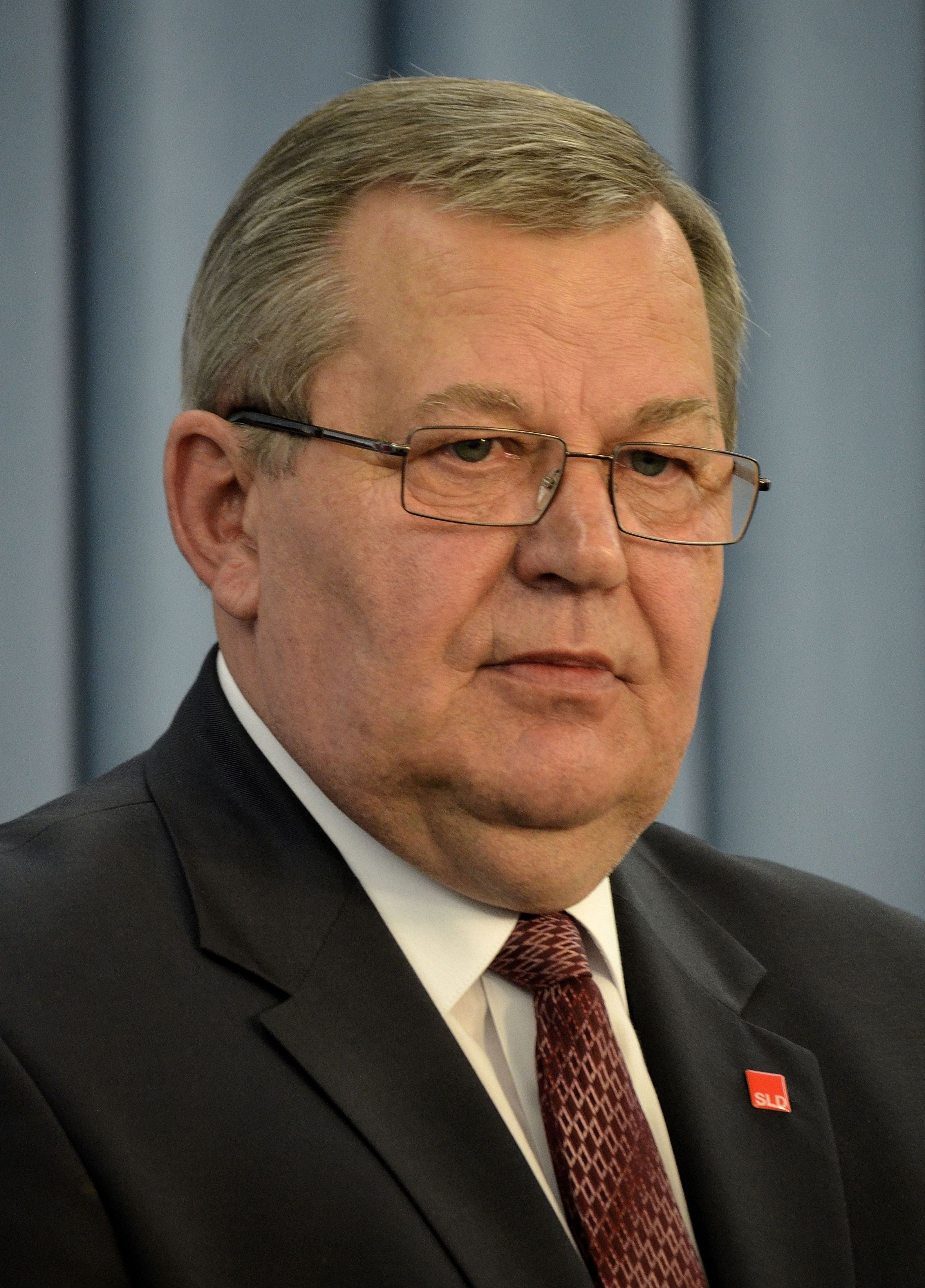
Romuald Ajchler (2015)

Romuald Kazimierz Ajchler (* 19. Januar 1949 in Duszniki) ist ein polnischer Politiker (SLD, SdPl). Er war von 1993 bis 2005, von 2007 bis 2015 und von 2019 bis 2023 Abgeordneter des Sejm in der II., III., IV., VI., VII. und IX. Wahlperiode.

## Leben und Beruf
Ajchler machte einen Abschluss am Staatlichen Technikum für Landwirtschaft in Szczecinek. Er arbeitete zunächst bei PPRN in Szamotuły und anschließend von 1971 bis 2007 als Vorstandsvorsitzender und Produktionsleiter bei RSP in Dąbrowa. Von 1997 bis 2011 war er Mitglied des Nationalen Genossenschaftsrates. Er ist der Bruder des früheren Sejm-Abgeordneten Zbigniew Ajchler.

## Politik
Ajchler war von 1970 bis zu deren Auflösung Mitglied der Polska Zjednoczona Partia Robotnicza, hatte dort aber keine Funktionen inne. Von 1991 bis 2004 war er Mitglied des Sojusz Lewicy Demokratycznej (SLD). 2004 wechselte er in die Socjaldemokracja Polska (SdPl). Aijchler wurde bei den Parlamentswahlen 1993, 1997 und 2001 in den Sejm gewählt. In dieser Zeit war er unter anderem Mitglied der Sejmkommission für die Verbindung mit den Auslandspolen. 2005 bewarb er sich für ein erneutes Sejmmandat, die SdPl scheiterte jedoch mit 3,9 % der Stimmen an der 5-%-Hürde. Bei den Selbstverwaltungswahlen 2006 wurde er Abgeordneter im Kreistag des Powiat Międzychodzki.
Bei den Parlamentswahlen 2007 wurde er für den Wahlkreis Piła mit 13.725 Stimmen über die Liste des Wahlbündnisses Lewica i Demokraci (LiD), an dem sich die SdPl beteiligt hatte, wieder in den Sejm gewählt. Er war Mitglied der Sejm Kommission für Landwirtschaft. Im April 2008 trat er aus der SdPl aus und in die Fraktion der Lewica ein. Zudem kehrte er in die SLD zurück, für die er 2011 erneut in den Sejm gewählt wurde. Bei der Europawahl 2014 bewarb er sich vergeblich um ein Mandat im Europaparlament. Nach der Parlamentswahl 2015 schied er aus dem Sejm aus, da das linke Wahlbündnis Zjednoczona Lewica an der für Wahlbündnisse 8-%-Hürde scheiterte. Stattdessen wurde er bei den Selbstverwaltungswahlen 2018 in den Sejmik der Woiwodschaft Großpolen gewählt. Aber bereits bei der Parlamentswahl 2019 kehrte er in den Sejm zurück, da es ihm gelang, mehr Stimmen auf sich zu vereinigen, als der SLD-Wahlkreisspitzenkandidat Dariusz Standerski. Da er bei der Wahl 2023 nicht erneut kandidierte, schied er mit dem Ende der Wahlperiode aus dem Parlament aus. Bei den Selbstverwaltungswahlen 2024 bewarb er sich erfolglos um die erneute Wahl in den Sejmik der Woiwodschaft Großpolen.
Von 2012 an war er Mitglied der politischen Bewegung Europa – Demokratie – Esperanto (EDE-PL), auf Esperanto Eŭropo - Demokratio - Esperanto, die sich mittels der Plansprache Esperanto für eine Verbesserung der Verständigung und eine Stärkung der Demokratie in Europa einsetzt.